# (8255) Masiero
(8255) Masiero es un asteroide perteneciente al cinturón de asteroides descubierto por Schelte John Bus desde el Observatorio de Siding Spring, cerca de Coonabarabran, Australia, el 2 de marzo de 1981.

## Designación y nombre
Masiero se designó al principio como 1981 EZ18.
Más adelante, en 2012, recibió su nombre en honor del astrónomo estadounidense Joseph Masiero.

## Características orbitales
Masiero está situado a una distancia media de 2,689 ua del Sol, pudiendo acercarse hasta 2,566 ua y alejarse hasta 2,811 ua. Tiene una inclinación orbital de 1,625 grados y una excentricidad de 0,04558. Emplea 1610 días en completar una órbita alrededor del Sol. El movimiento de Masiero sobre el fondo estelar es de 0,2235 grados por día.

## Características físicas
La magnitud absoluta de Masiero es 14.